# 대한민국의 관보

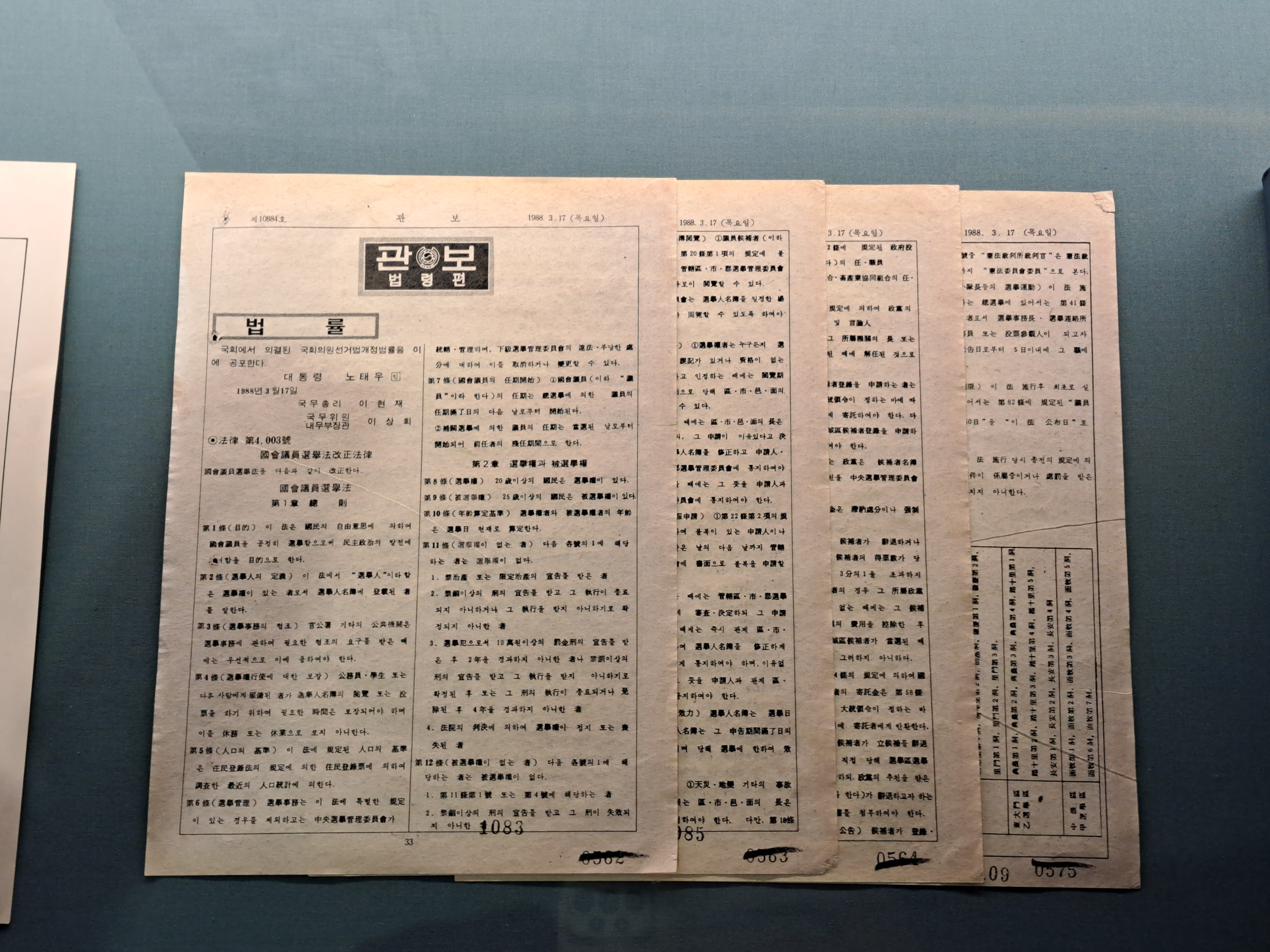
대한민국의 관보 모습 (국회의원선거법 개정 관련)

대한민국의 관보(大韓民國의 官報)는 국가가 국민에게 널리 알릴 사항을 편찬하여 발행하는 기관지이다.

## 개요
헌법과 법령 등의 공포의 수단으로 사용하며, 그 외에도 대국민 주지사항의 공고 및 고시 수단, 국가시책의 홍보매체 역할 및 기관 간 의사전달 수단으로써의 기능도 가진다. 따라서 정부사항에 대한 역사적 기록문서의 성격을 띤다.
각 광역자치단체에 보급총국을 두고, 보급 비율에 따라 1개 또는 2개 이상의 시군구를 관할하는 보급지소를 두어 관보를 보급한다. 서울특별시의 경우 관보가 인쇄를 마치고 2시간 이내에, 다른 보급소에는 24시간 이내에 도착하도록 하여야 하고 도착한 때부터 8시간 이내에 구독을 원하는 기관 및 개인에게 배달하여야 한다.
관보의 편집, 제작, 보급, 그 밖에 관한 사항은 행정안전부 장관이 주관하며, 2000년 10월부터 전자관보도 발행하기 시작했다.

## 역사

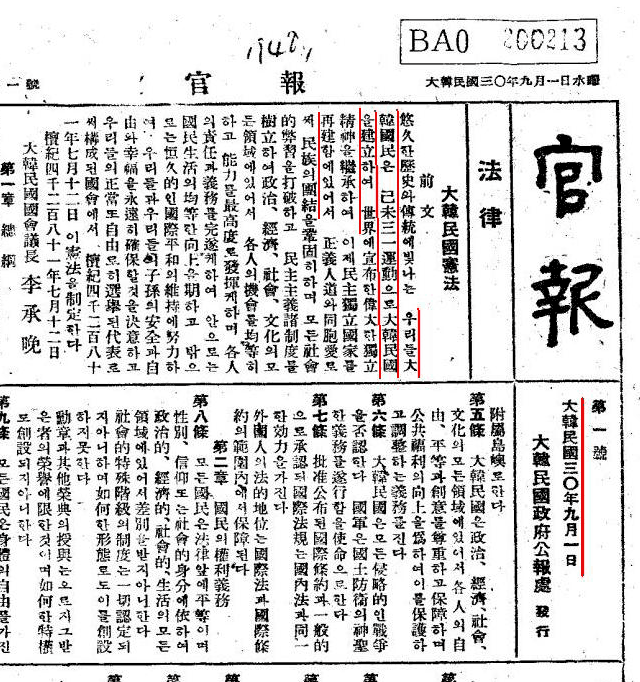
대한민국 관보 제1호 - 1948년 9월 1일 발행

과거에는 기별이란 방식으로 소식을 전했다. 고려 시대와 조선 시대에 사용된 것으로 중앙에서 지방의 각 관서에 발하는 일종의 통신문이었다. 조선 시대의 《조보》(朝報)를 비롯한 《저보》(邸報), 《통문》(通文) 등도 이에 속한다. 조선 말의 《한성순보》와 《한성주보》는 스스로 관보임을 천명했지만 부분적인 면에서 그러한 성격을 가지고 있었다. 이는 두 신문이 정부의 법령이나 공고만을 다루지 않고 일반 기사를 더 많이 다루었기 때문이다.
근대적 형태의 관보는 1894년 6월 21일 의정부 관보국에서 발행하였다. 처음에는 호수가 없었으나 1895년 4월 1일부터 내각기록국 관보과가 업무를 담당하면서 붙이기 시작했다. 구한말의 관보는 부분적으로 신문의 기능도 수행하여 《독립신문》을 비롯한 민간신문들의 뉴스원으로 활용되기도 했다. 이후 관보는 1910년 8월 29일 제4768호를 발행한 것을 끝으로 폐간되었다. 1907년부터는 통감부가 관보와는 별도로 통감부공보를 발행했다. 1910년 8월 27일 제167호까지 발행되었으며, 1910년 8월 29일부터 조선총독부관보로 이어졌다가 해방 이후 미군정청이 이를 이어서 관보를 발행했다. 다만, 미군정청이 발행한 관보는 포고령, 법령 등과 같이 때에 따라 다른 명칭을 사용했으며, 관보라는 명칭을 쓰지는 않았다.
대한민국 정부 수립 이후 최초의 관보는 1948년 9월 1일 발행되었다. 관보 제1호에 실린 「대한민국 헌법」 전문에는 "유구한 역사와 전통에 빛나는 우리들 대한국민은 기미 3·1 운동으로 대한민국을 건립하여 세계에 선포한 위대한 독립정신을 계승하여 이제 민주독립국가를 재건함에 있어서..."라고 하여, 대한민국 정부가 3.1운동으로 설립된 임시 정부를 계승하였고, 정부를 재건(再建)한다는 표현을 사용했다. 관보 제1호의 발행일자가 "대한민국 30년 9월 1일"로 표시되어 있었는데, 이는 대한민국 임시 정부가 수립된 1919년을 대한민국 1년으로 계산한 것이다. 처음에 관보는 5일 혹은 7일의 부정기적으로 발행되었다가 1949년부터 일간 또는 격일로 발행되었다. 하지만 한국 전쟁이 일어나면서 거의 발행되지 못했는데 이때는 호외가 자주 발행되었다.

### 근거 법령
관보 발행에 대한 규정이 처음 제정된 것은 1895년 7월 17일의 일이다. 이 규정은 1907년 12월 11일 「관보편제」(官報編制)가 제정되면서 폐지되었다.
정부 수립 이후인 대통령령 제1호로 「공포식령」을, 총리령 제2호로 「관보편찬규정」을 제정하여 법적 근거를 마련하였다. 공포식령은 이후 제3공화국의 출범과 함께 「법령등공포에관한법률」로 폐지제정되었으며, 관보편찬규정은 1969년 대통령령인 「관보규정」으로 대체되었다.

## 게재 내용
헌법·법률·조약·명령의 공포와 예산 및 예산 외 국고부담계약의 공고는 반드시 관보에 게재하며, 법령 등의 공포일 또는 공고일은 이것이 게재된 관보가 발행된 날로 한다. 이때 관보의 내용 해석과 적용 시기 등은 종이관보를 우선으로 하며, 전자관보는 부차적인 효력을 가지는 것으로 보완적으로 운영한다.

### 편집 구분과 순서
관보 편집의 구분과 순서는 아래와 같다. 다만, 행정안전부 장관이 필요하다고 인정하면 순서를 조정하거나 새로운 난을 설치할 수 있다.
헌법·법률·대통령령의 공포를 위한 관보 게재는 법제처장이 의뢰하며, 기타 사항은 해당 기관의 장이 의뢰한다. 하지만 고시란·공고란·기타란 등에 게재를 의뢰받는 것 중 행정안전부 장관이 관보에 실을 필요가 없다고 인정하는 것은 싣지 않을 수 있다. 또한 기타란에 실을 사항 중 국가나 지방자치단체가 비용을 부담할 사항이 아니라면 관보 게재료를 내야 하며 그 사항의 범위와 금액은 행정안전부 장관이 기획재정부 장관과 협의하여 정한다.
1. 헌법란
2. 법률란
3. 조약란
4. 대통령령란
5. 총리령란
6. 부령란
7. 훈령란
8. 고시란
9. 공고란
10. 국회란[3]
11. 법원란[4]
12. 헌법재판소란[5]
13. 선거관리위원회란[6]
14. 감사원란
15. 지방자치단체란[7]
16. 인사란[8]
17. 기타란[9]

## 참고 문헌
- 김범수 (2017). “기록관리 관점에서 본 한국과 미국의 관보에 관한 연구”. 명지대학교.